# Општина Дестрник
Општина Дестрник (словен. Destrnik) је једна од општина Подравске регије у држави Словенији. Седиште општине је истоимено насеље Дестрник.

## Природне одлике
Рељеф: Општина Дестрник налази се у источном делу Словеније, у словеначком делу Штајерске. Подручје општине припада јужном делу области Словенских Горица, брдском крају познатом по виноградарству и справљању вина.
Клима: У општини влада умерено континентална клима.
Воде: У општини нема већих и значајнијих водотока, а подручје општине је у сливу Драве.

## Становништво
Општина Дестрник је средње густо насељена.

## Насеља општине
| - Винтаровци - Гомила - Гомилци - Десенци - Дестрник - Долич - Дрстеља - Засади | - Згорњи Веловлек - Јанежовци - Јанежовски Врх - Јиршовци - Левањци - Лочки Врх - Плацар - Стрмец при Дестрнику - Светинци |  |

## Додатно погледати
- Дестрник